# Света Троица (Мъклен)
Вижте пояснителната страница за други значения на Света Троица.
„Света Троица“ (на гръцки: Αγίας Τριάδος) е възрожденска православна църква в изоставеното сярско село Мъклен, Гърция, част от Сярската и Нигритска епархия.
Църквата е построена в XIX век от видния дебърски майстор Китан Петров. Тя е единствената запазена сграда от Мъклен.